# Ellen Alemany

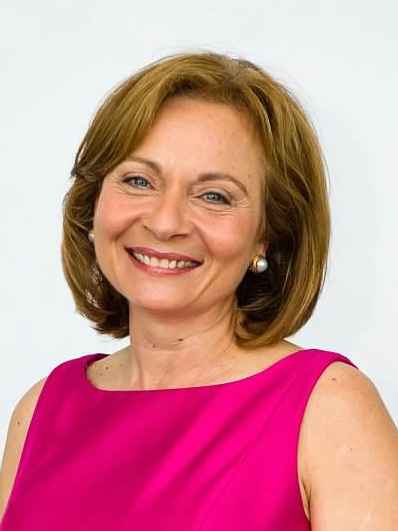
Ellen Rose Alemany

Ellen Rose Alemany (* 27. Dezember 1955 in New York City) ist eine amerikanische Bankmanagerin. Sie ist Vorsitzende und CEO der CIT Group und des Tochterbankunternehmen CIT Bank. Davor leitete sie die amerikanischen Geschäfte der Royal Bank of Scotland. 2019 wurde sie von der Zeitung American Banker als zweitmächtigste Frau der Finanzwirtschaft bezeichnet.

## Leben
Ellen Rose Alemany wurde 1955 als Tochter von William P. Luciani und Lucy M. Luciani in New York geboren. Sie machte 1973 ihren Schulabschluss in der Weiterführenden Schule Academy of Mount Saint Ursula in den Bronx, New York. Drei Jahre später (1976) schloss sie ihr Studium in der University of Bridgeport mit einem Bachelor in englischer Literatur ab. An der Fordham University erhielt sie 1980 ihren Master in Business Administration mit einer Spezialisierung im Fachbereich Finanzen. 1981 absolvierte sie ein Credit-Training-Programm in der Chase Manhattan Bank und arbeitete dann bei der Chase Bank.
Im Jahr 1987 kam sie zur Citibank in New York. Sie wurde leitende Vizepräsidentin für die Commercial Business Group, welche CitiCapital, die Commercial Markets Group und die Commercial Real Estate Group beinhaltet. Außerdem war sie Präsidentin und CEO von CitiCapital und leitete damit das zweitgrößte bankeigene Leasingunternehmen in Nordamerika. Zusätzlich wurden ihr leitende Positionen in Citigroups Global Corporate Bank zugewiesen. Sie leitete unter anderem die Kundengruppe von den Märkten Nordamerikas, die globale Industrie der Medien und Kommunikation sowie die amerikanische Industrie der Verbraucherprodukte. Im Jahr 1999 wurde sie zur leitenden Vizepräsidentin der Citibank und der leitenden Kundengruppe für die Global Relationship Bank in Europa, London, ernannt. Außerdem wurde sie Vorsitzende und CEO für Citibank International, Country Cooperate Officer für das Vereinigte Königreich und Mitglied im Vorstand der Citibank.
2007 wurde Alemany Vorsitzende der Royal Bank of Scotland in den Vereinigten Staaten. Ein Jahr später ernannte man sie zur CEO von RBS Citizens Financial Group, welche als die zwölftgrößte Bank in Amerika gilt.
Im Oktober 2013 trat Alemany als Vorsitzende und Geschäftsführerin des RBS Citizens Financial Group und RBS Amerika zurück; im April 2016 kehrte sie aus dem Ruhestand zurück und wurde CEO der CIT Group. Im Mai wurde sie zusätzlich Vorsitzende des Vorstands und brachte das Unternehmen so dazu, sich auf Kreditvergabe und Anlagensammlung zu fokussieren. Die Bank trennte sich von ihren riskanteren Geschäften, die nicht zum Kerngeschäft der Bank gehörten. Dies wiederum erforderte den Austritt aus der internationalen Präsenz.
Alemany setzte sich für eine höhere Anzahl von Frauen in Führungspositionen in dem Unternehmen CIT-Group ein. So waren es 2016 lediglich zwei Frauen, die zu den Mitgliedern des Vorstands gehörten, und im September 2018 fünf Frauen. Heute machen Frauen ein Drittel des Vorstandes aus.

## Privatleben
Alemany ist verheiratet mit Joaquin Alemany, mit dem sie drei Kinder hat.

## Auszeichnungen (Auswahl)
- 2007: Aufnahme in die Treasury and Risk's Liste der 100 einflussreichsten Menschen im Finanzwesen[10]
- 2009: Ernennung zu einer der mächtigsten Frauen der Welt durch das Forbes Magazine[11]
- 2011: Policy Association Corporate Social Resposibility Award[12]
- 2011: Ehrendoktorwürde der Bryant University[13]
- 2013: American Banker Lifetime Achievment Award[14]
- 2018: Peter G. Peterson Award[15]